# Lee Yong-soo
Lee Yong-soo (coreà: 이용수)  (Daegu, desembre 1928) va ser una dona de conhort durant la Segona Guerra Mundial, obligada a servir com a esclava sexual per a l'exèrcit Imperial del Japó. És una de les dones de conhort més joves que encara viuen.

## Esclavatge
Lee Yong-soo tenia 16 anys quan va ser obligada a convertir-se en dona de conhort. Va ser capturada per un militar quan es trobava recol·lectant caragols amb la seva amiga Bunsun, qui també va ser segrestada. Van ser traslladades en tren i després en vaixell fins a Anju-si, una ciutat nord-coreana ubicada a la província de P'yŏngan del Sud. En el vaixell, que era comandat per una unitat kamikaze al Comtat de Hsinchu, Taiwan, va ser violada per primera vegada. Lee Yong-soo recorda haver estat forçada a tenir relacions sexuals amb quatre o cinc homes per dia de mitjana i que no tenia cap descans, fins i tot quan tenia el cicle menstrual. També ha donat testimoniatge d'haver estat torturada amb electricitat, copejada i ferida amb un ganivet per un soldat. Ràpidament va aprendre que havia de sotmetre's per no ser torturada o copejada. Lee Yong-soo va explicar que mai va pensar en fugir a causa que ignorava completament com abandonar la zona, fins i tot, si aconseguia escapar. A més estava aïllada respecte les altres dones de conhort. Quan va acabar la guerra i va poder tornar a la seva llar, la seva família no va voler reconèixer-la, ja que no estava en condicions d'accedir al matrimoni. Lee Yong-soo estava avergonyida del que li havia succeït i no tenia consciència que hi havia altres dones que havien patit la mateixa experiència.
El 1996, Lee Yong-soo va assistir a la Universitat Nacional de Kyungpook on va obtenir un mestratge el 2001.

## Primer testimoniatge
Lee Yong-soo va donar per primera vegada testimoniatge de la seva experiència un mes de juny de l'any 1992. La seva principal motivació va estar una conferència de premsa que va donar a televisió Kim Hak-sun, una altra dona que havia estat esclavitzada i sotmesa sexualment per l'Exèrcit Japonès. Lee Yong-soo es va registrar aleshores com a dona de conhort davant el govern coreà. Va ser la dona número 29 a brindar testimoniatge sobre la seva experiència. Aquesta decisió li va donar un propòsit a la seva vida: Pensava que jo no valia gens. No parlava d'això, i ningú em preguntava. Fins que la dona va aparèixer, jo no existia.

## Actuacions
El 2006, Lee Yong-soo va prestar testimoniatge davant el Tribunal Internacional de Crims de guerra Sobre l'Esclavitud Sexual de la Dona en el Japó, a Tòquio, i més tard va compartir la seva història al Museu de l'Holocaust.
El 2007, va parlar a la sessió conjunta del Congrés dels Estats Units sobre la seva experiència durant la Segona Guerra Mundial. Va dir: Jo sóc una filla honorable de Corea, no sóc una dona de conhort. Va descriure la seva experiència a mans de l'Exèrcit Japonès com a traumàtica. Després del seu testimoniatge, el Primer Ministre del Japó, Shinzō Abe, va negar la responsabilitat del seu país i va afirmar que la disculpa formal realitzada pel Cap de Gabinet del Japó el 1993 no era necessària. No obstant això, el resultat del seu testimoniatge (sumat al d'altres dues dones) va impulsar a la Cambra de Representants a aprovar una resolució sol·licitant al govern japonès que oferís una disculpa formal a aquelles persones que havien estat esclavitzades com a dones de conhort. La resolució va ser aprovada per unanimitat.
Els sectors de dreta al govern japonès han intentat esborrar la història de les dones de conhort.
El 2014, Lee Yong-soo es va reunir amb el Papa Francesc. Com a catòlica practicant, Lee Yong-soo té l'esperança que el Papa pugui alleujar el seu dolor.
El 2015, va assistir a la mostra d'art de l'Assemblea Nacional de Corea del Sud, realitzada per altres dones de conhort. Més tard va viatjar a San Francisco on va ser homenatjada pel consell de la ciutat i on va sol·licitar a la ciutat la instal·lació d'un memorial en honor de les exdones de conhort. Va ser convidada pel congressista per Califòrnia Mike Honda el 2015. Lee Yong-soo també va participar en protestes als Estats Units en repudi a la visita del Primer Ministre japonés Shinzō Abe.

## Propòsit
Lee Yong-soo continua participant en les manifestacions que es realitzen tots els dimecres enfront de l'ambaixada japonesa vestint un hanbok tradicional, per demostrar que ella és una filla de la Dinastia Joseon. Sóc una honorable coreana. Lee Yong-soo agrega: No vull assenyalar que sóc una dona conhort, que sóc una víctima. En canvi, vull impulsar solucions per estar segura que no hi haurà altres víctimes de la guerra com nosaltres ho hem estat. Afirma que no defallirà fins que el Primer Ministre japonés reconegui la veracitat dels testimoniatges que ella i altres dones han brindat.